# Suore ospedaliere della Santa Croce
Le Suore Ospedaliere della Santa Croce (in spagnolo Hermanas Hospitalarias de la Santa Cruz; sigla H.S.C.) sono un istituto religioso femminile di diritto pontificio.

## Storia
Le origini della congregazione risalgono a una pia associazione di donne sorta nel 1790 per l'assistenza alle inferme nell'ospedale della Santa Croce di Barcellona, voluta come esecuzione testamentaria dal marchese José de Llupià y Marimón: la prima socia del sodalizio fu Teresa Cortés Baró, che, insieme con altre giovani, vestì l'abito religioso il 9 luglio 1792.
A Teresa Cortés, prima superiora della comunità, succedette Juana Parcet Buxeda, che resse l'istituto fino al 1818 dandogli un'organizzazione stabile e definitiva; sotto la direzione di Teresa Albà Busquets e di Encarnación Canals Comas, considerate come vere fondatrici della congregazione, la comunità si sviluppò notevolmente, con l'apertura di varie filiali.
Il vescovo di Barcellona procedette all'erezione canonica della comunità in congregazione religiosa di diritto diocesano il 16 luglio 1927; l'istituto ricevette il pontificio decreto di lode il 27 giugno 1962.

## Attività e diffusione
Le suore si dedicano alle carità in favore di poveri, malati e bisognosi, anche in terra di missione.
Oltre che in Spagna, sono presenti in Colombia ed Ecuador; la sede generalizia è a Barcellona.
Alla fine del 2015 l'istituto contava 83 religiose in 14 case.